# 天主教聖佩德羅蘇拉教區
天主教聖佩德羅蘇拉教區（拉丁語：Dioecesis de Sancto Petro Sula）是洪都拉斯一個羅馬天主教教區，屬特古西加爾巴總教區。
聖佩德羅蘇拉系座代牧區成立於1916年2月2日，1963年7月6日升為教區。
教區位於科爾特斯省，2011年有教友900,000人（佔轄區總人口57.3%）、卅二個堂區、五十九名司鐸。現任教區主教為安赫爾·加拉查納·佩雷斯。